# Parafia Chrystusa Odkupiciela w Poznaniu
Parafia Chrystusa Odkupiciela w Poznaniu – rzymskokatolicka parafia w dekanacie Poznań – Nowe Miasto w archidiecezji poznańskiej.

## Historia
Początkowo mieszkańcy tzw. Przedmieścia Warszawskiego przynależeli do parafii na Komandorii, a od 1924 roku do parafii na Głównej. W latach 1933–1935 wybudowano niewielki kościół pw. Miłosierdzia Bożego przy ul. Toruńskiej. W 1936 roku decyzją kard. Augusta Hlonda erygowano nową parafię. Wzrastająca liczba mieszkańców po II wojnie światowej wymogła podjęcia starań budowy nowego kościoła. Opór stawiany przez władze komunistyczne spowodował, że budowę nowej świątyni rozpoczęto dopiero w 1981 roku. Kościół został poświęcony 23 października 1997 roku. 

## Zasięg parafii
Do parafii przynależą katolicy zamieszkujący poznańskie Osiedle Warszawskie, Czekalskie oraz część Komandorii i Antoninka.
- Poznań - ulice: Augustowska, Barcińska, Białostocka, Bolesławy (nry 4-22), Bożeny (nry parzyste 2-18b), Brzeska, Czekalskie, Czerniejewska, Gąsawska, Goplańska, Inowrocławska , Kcyńska, Kolska, Konińska, Koronowska, Kostrzyńska, Krańcowa (nry 5-91), Kruszwicka, Kutnowska, Kwiryny, Lidzka, Ludmiły (nry nieparzyste 1-5a), Łabiszyńska, Łęczycka, Łomżyńska, Łowicka, Mińska, Modlińska, Mogileńska, Nakielska, Nieszawska, Nowogrodzka , Otwocka, Pilska, Płocka, Pobiedziska, Powidzka, Pułtuska, Pusta, Radziejowska, Rogowska , Słupecka, Swarzędzka, Terespolska, Toruńska, Trzemeszeńska, Warszawska (nry parzyste 92a-142, nry nieparzyste 93-185), Wiesławy, Witkowska, Wrzesińska, Zambrowska.

## Proboszczowie
Źródło: 
- ks. Czesław Grzonka (1936–1942)
- ks. Stanisław Michalak (1945–1946)
- ks. Józef Eggert (1946–1949)
- ks. Stanisław Bielski (1949–1962)
- ks. Stanisław Dziurkiewicz (1962–1973)
- ks. Walenty Szymański (1973–1992)
- ks. Wojciech Ławniczak (1992–2017)
- ks. Tomasz Buliński (2017–2025)
- ks. Marian Sikora (od 2025)

## Galeria

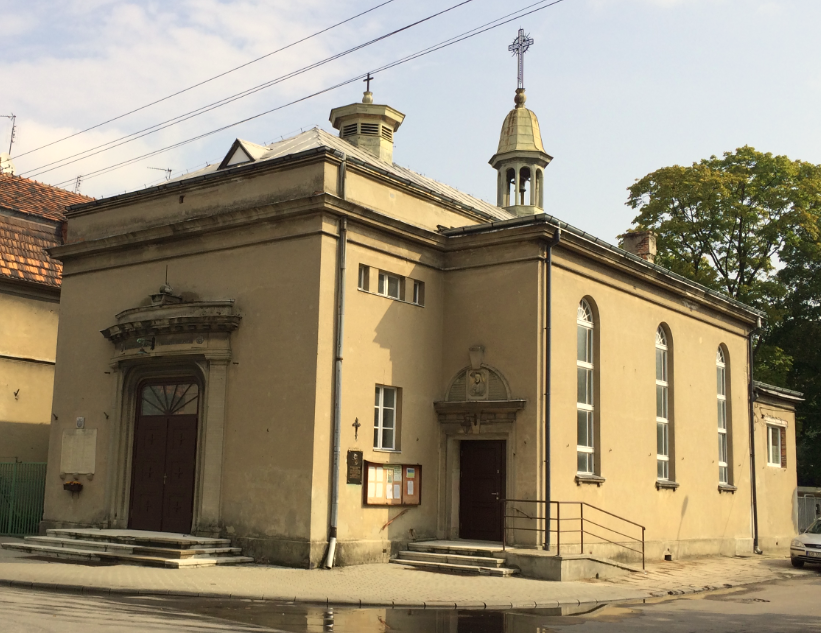
Pierwszy kościół parafialny, obecnie cerkiew greckokatolicka
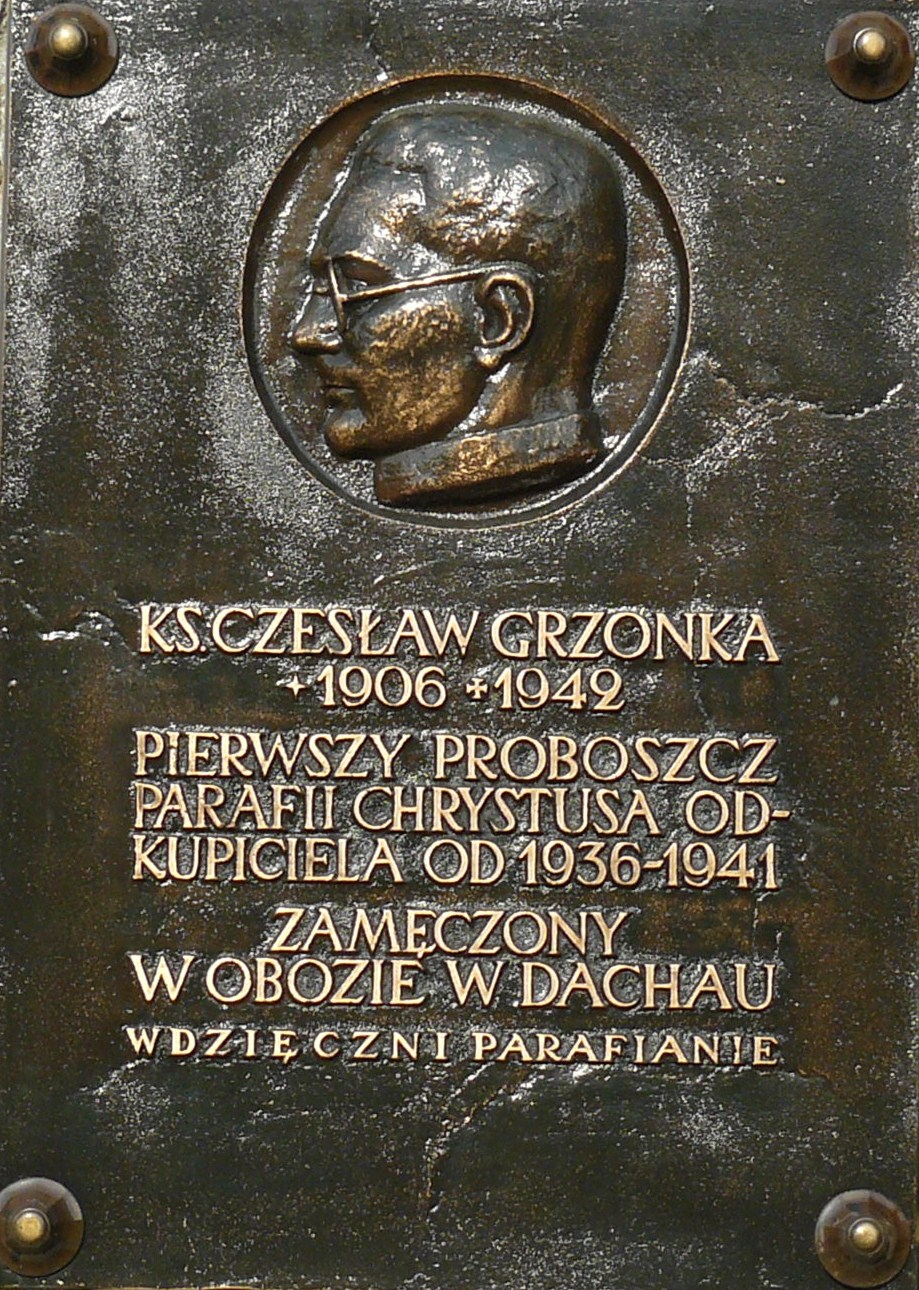
Tablica ku pamięci ks. Czesława Grzonki
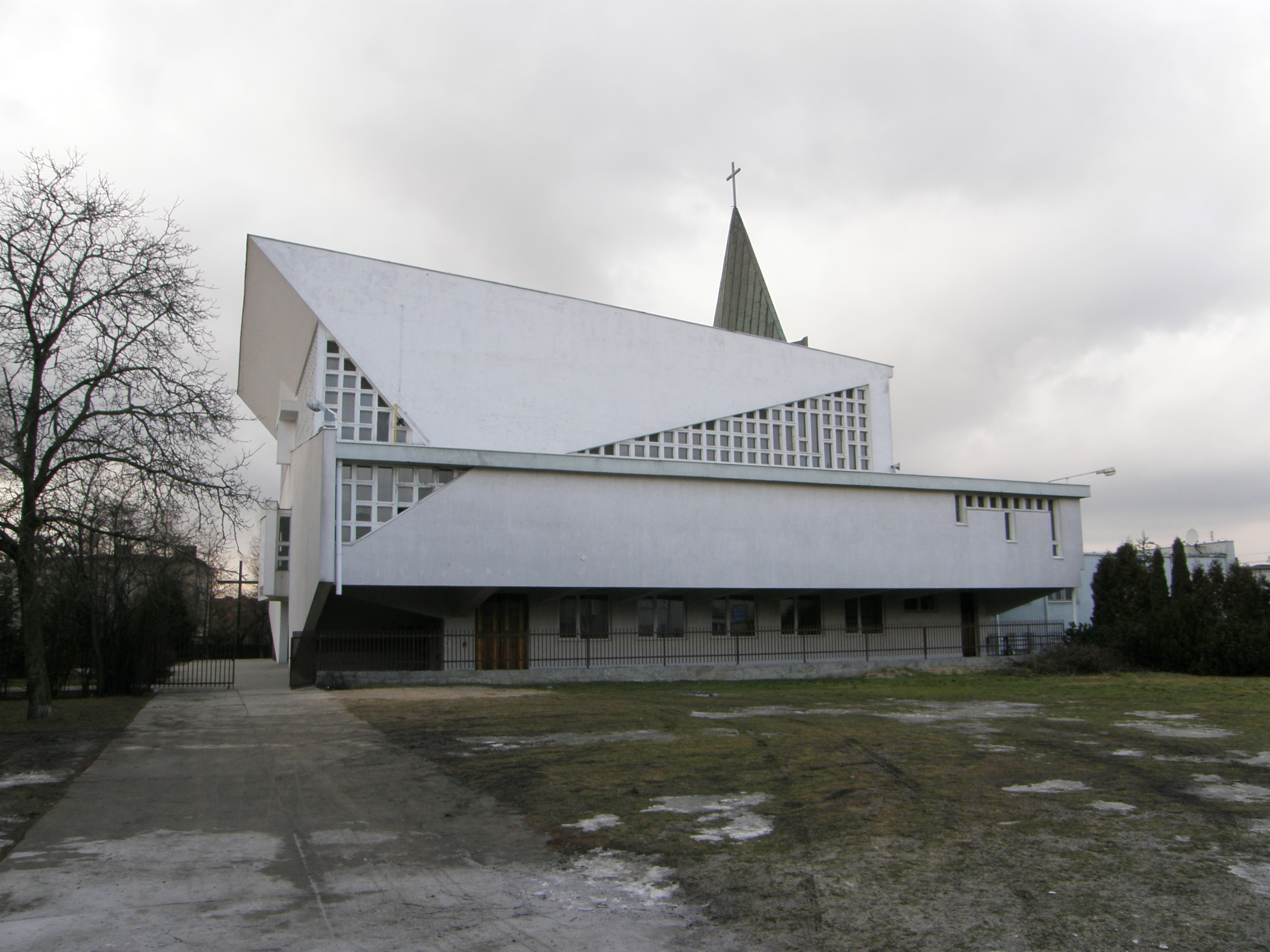
Kościół parafialny